# 北朝鮮によるアメリカ人拉致
北朝鮮によるアメリカ人拉致（きたちょうせんによるアメリカじんらち）は、アメリカ合衆国国籍の一般市民が朝鮮民主主義人民共和国（北朝鮮）特殊機関の工作員などにより拉致・誘拐された事件および状態。深刻な人権侵害であり、アメリカ合衆国に対する重大な主権侵害行為である。

## 金東植拉致事件
2000年1月16日、中朝国境近くで脱北者を助ける活動をしていた米国人牧師、金東植が拉致された。妻の鄭英和も米国人であり、夫の拉致後は精神に変調をきたした。妻は、2007年に初来日し、「救う会」（北朝鮮に拉致された日本人を救出するための全国協議会）の主催する「世界に広がる拉致被害と救出運動」セッションに参加した。米国下院に提出されたテロ国家指定解除に反対する法案には「金東植牧師が家族のもとに帰って来るまで解除してはならない」と書いてあった。しかし、ある韓国メディアは不確定なものと断ったうえではあるが、金牧師は北朝鮮当局の拷問などにより、持病や栄養失調も加わって2001年に死去したという情報を伝えている。

## スネドン失踪事件
1980年生まれの米国人学生デビッド・スネドンは、2004年8月14日に中華人民共和国の虎跳峡を一人で旅した後、雲南省で失踪した。スネドンはユタ州出身のモルモン教徒であった。
デビッド・スネドンは、さまざまな状況証拠や証言から、脱北者支援容疑で中華人民共和国当局に拘束され、いったん釈放されたのち、北朝鮮（朝鮮民主主義人民共和国）の国家安全保衛部員に拉致されたと考えられる。東南アジアに近接する雲南省は、脱北者が自由世界へ渡る逃亡ルートの最終地点にあたり、北朝鮮工作員が監視体制をしいている。そのため、中国当局のうちの何者かが何らかの報酬と引き替えに、釈放の日時や場所を事前に北朝鮮に知らせておいた可能性もある。
スネドン失踪から12年以上経過した2016年8月31日、韓国（大韓民国）の拉北者家族協議会（代表：崔成龍）は、スネドンが北朝鮮工作員によって拉致され、北朝鮮で同国の最高指導者金正恩の英語の家庭教師にさせられたことを示す情報を獲得したと伝えた。

## スネドン決議
2004年のデビッド・スネドン失踪事件については、北朝鮮による拉致を念頭に事実把握に努めるようアメリカ国務省と情報機関に促す決議、いわゆる「スネドン決議」がアメリカ連邦議会下院で2016年9月28日、上院では2018年11月29日に通過した。これは、ユタ州選出のマイク・リー上院議員、クリス・スチュワート下院議員らが強固に連携して主張し、賛同者を募っていったことが功を奏したものである。北朝鮮はスネドン失踪への関与を否定しているが、スネドン家の人びとはかねてより、北朝鮮拉致問題に詳しい日本からの主導的な動きに強い期待の声を寄せてきた。日本側としても、アメリカ世論の高まりを歓迎し、これと提携する動きが活発化している。

## 拉致目的
北朝鮮が韓国人を含む外国人を拉致するにあたって、その目的は多岐にわたるが、「救う会」では、金東植とデビッド・スネドンはともにその目的を「反北活動の阻止」であると分類している。